# Pirézek
A pirézek a kitalált piréz nép tagjai. A Tárki munkatársai ezzel a fiktív néppel igyekeztek felmérni Magyarországon az idegenellenességet.

## A pirézellenesség
A pirézek a Tárki közvélemény-kutató cég munkatársainak fejéből pattantak ki. Idegenellenességet vizsgáló felméréseikben először 2006-ban jelentek meg a pirézek. „2006 júniusában a felsorolásba betettünk egy fiktív etnikumot is, azt vizsgálva, hogy velük szemben is megjelenik-e az elutasító attitűd vagy sem” – írja honlapján a Tárki.
A közvéleménykutató azt találta, hogy a válaszadók 61%-a szerint mérlegelni kell, kiket fogadjon be az ország és kiket nem, és közülük 59 százalék állította, hogy a pirézeket nem kellene befogadni. 2007 februárjában megismételték a felmérést és azt tapasztalták, hogy a pirézellenesség növekedett az országban: 68%-ra nőtt azok aránya, akik nem kértek a pirézekből. Igaz, ez az arány még így is jelentősen alatta maradt a románok, oroszok, kínaiak és arabok bevándorlását ellenzők arányának.
A kutatás értékelésekor figyelembe kell venni, hogy mivel Földünkön jelenleg is több ezer különböző népcsoport él, közel lehetetlen az összeset ismerni. Akik a bevándorlás intézményét általánosságban nem támogatják, értelemszerűen az általuk nem ismert népcsoportok bevándorlását sem fogják támogatni. Lehetnek olyanok is, akik csak az általuk ismerni vélt népcsoportokból engednének be egyeseket, ismeretleneket eleve nem.

## Ellenreakció
A pirézellenességgel terjedelmesen foglalkozott a média, és ezt kihasználva Balla D. Károly író számtalan képzeletbeli „adatot” alkotott meg ezen fiktív népről. A témával kapcsolatos lapjain (illetve számos internetes fórum általa indított témájában) többen foglalkoztak a nép fiktív történelmének és velük kapcsolatos „tények” kitalálásán.

## Külső hivatkozások
- Pirézeket a Vogézekbe! Karcagi László cikke a Népszabadságban
- Pirézek az RTL Klubban
- Egy magánpiréz
- Szervezkednek a pirézek
- Tradicionális piréz lepény
- Tárki-interjú az első pirézzel